# Elitserien i baseboll 2006
Elitserien i baseboll 2006 var den för 2006 års säsong högsta serien i baseboll i Sverige. Totalt deltog 6 lag i serien och alla spelade mot varandra sex gånger, vilket gav totalt 30 omgångar. De fyra främsta avancerade vidare till slutspel.

## Sluttabell
Den sista matchen mellan Leksand och Alby spelades inte då den var betydelselös för tabellen.
| Nr | Lag                 | Matcher | Vunna | Förlorade | Vinstprocent |
| -- | ------------------- | ------- | ----- | --------- | ------------ |
| 1  | Leksand Lumberjacks | 29      | 20    | 9         | 0.690        |
| 2  | Sundbyberg Heat     | 30      | 19    | 11        | 0.633        |
| 3  | Karlskoga Bats      | 30      | 19    | 11        | 0.633        |
| 4  | Tranås              | 30      | 17    | 13        | 0.567        |
| 5  | Stockholms BSK      | 30      | 13    | 17        | 0.433        |
| 6  | Alby Stars          | 29      | 1     | 28        | 0.034        |

## Slutspel
I slutspelet deltog lagen som hamnade på plats ett till fyra i den andra omgången. Laget på första plats mötte laget på fjärde plats och laget på andra mötte det tredje, i en semifinalserie. Semifinalerna spelades i bäst av tre och finalerna spelades i bäst av fem.

### Semifinaler
Leksand – Tranås 2–0
| Hemmalag            | Bortalag | Resultat |
| ------------------- | -------- | -------- |
| Leksand Lumberjacks | Tranås   | 3–1      |
| Leksand Lumberjacks | Tranås   | 5–0      |

Karlskoga – Sundbyberg 0–2
| Hemmalag       | Bortalag        | Resultat |
| -------------- | --------------- | -------- |
| Karlskoga Bats | Sundbyberg Heat | 2–6      |
| Karlskoga Bats | Sundbyberg Heat | 1–4      |

### Final
Leksand – Sundbyberg 1–3
| Hemmalag            | Bortalag            | Resultat |
| ------------------- | ------------------- | -------- |
| Sundbyberg Heat     | Leksand Lumberjacks | 7–6      |
| Sundbyberg Heat     | Leksand Lumberjacks | 7–6      |
| Leksand Lumberjacks | Sundbyberg Heat     | 13–9     |
| Leksand Lumberjacks | Sundbyberg Heat     | 4–12     |

## Kvalspel
Kvalspel spelades men inget lag från Elitserien flyttades ner, däremot gick Gefle upp inför kommande säsong.

### Webbkällor
- Svenska Baseboll- och Softbollförbundet, Elitserien 1963-